# 徐静波 (记者)
徐静波（1963年9月—）中国浙江舟山人，新闻记者。2000创办中文网站“日本新闻网”。

## 概要
- 2006年，中国国务院新闻办公室邀请徐静波回国访问，国务院新闻办公室主任赵启正在会见徐静波时说：“你不花国家一分钱，自筹资金为国家在日本树形象、做宣传，真的很感激你。”徐静波回答：“我没有想那么多，只要对国家发展有利，自己所做的一切就有意义。”[1]
- 2008年4月，北京奥运会圣火传递通过日本长野县时，徐静波与学者朱建榮等组织约5000中国人发起“保护圣火”行动，租用200多辆巴士赶往长野市声援奥运圣火传递活动，让长野市变成了一个红色的海洋，受到北京奥组委和中国驻日本大使馆的高度赞扬。同年5月初，国家主席胡锦涛访问日本时，徐静波受到了胡的亲切接见，胡主席握着他的手说：“为祖国作贡献，祖国不会忘记你们”。[1]
- 2010年中日钓鱼岛之争，徐静波在日本媒体上阐述中国的立场。[2]

## 出版物
- 株式会社中華人民共和国（PHP研究所）
- 日本経済の行方（中国经济出版社）
- サハラの恋人（人民出版社）
- 日本変天（共著，新世紀出版社）
- 一勝九敗（著者柳井正，中国中信出版社、台湾天下雜誌）
- 不死鳥－ヤオハン前会長和田一夫自述過去と現在（百科出版社）
- 体験中国（上海画報出版社）

## 轶闻
- 2020年4月7日 在新浪微博上的小早川SAN的微博中，声称徐静波造假学历和职业经历，在日本忽悠不懂中国的日本人，在中国忽悠不懂日语和日本的中国人，两头骗，两头赚钱。真相待查
- 曾是台湾女作家三毛的中国大陆著作代理人